# XV Аполлонов легион
Легион XV «Аполлинарис» (лат. Legio XV Apollinaris Pia Fidelis) — римский легион, сформированный Октавианом в 41 или 40 году до н. э. Последние упоминания относятся к началу V века. Символы легиона точно неизвестны. Скорее всего — Аполлон или одно из его священных животных.

## Основание
Первый XV легион был сформирован Юлием Цезарем в 53 году до н. э. Этот легион принимал участие в осаде Алезии (совр. Ализ-Сент-Рен, Франция) в 52 году до н. э., затем размещался в Аквилее. В 50 году до н. э. этот легион был вынужден сдаться на милость сенату, который отправил его в Капую. После вторжения Цезаря в Италию легион был отправлен в Африку, где и был разгромлен в 48 году до н. э. Наименования легион не имел.
Пятнадцатый легион сформирован Октавианом в 41 или 40 году до н. э., однако некоторые источники утверждают, что пятнадцатый легион принимал участие в битве при Филиппах, произошедшей в 42 году до н. э.. Был это «Аполлинарис», или другой легион — неизвестно. Название «Аполлинарис» говорит о посвящении легиона богу Аполлону, наиболее почитаемому Октавианом.

## Боевой путь
Легион участвовал в сицилийской войне. После поражения Секста Помпея находился в Италии до 31 года до н. э., когда был переведён в Иллирик. В конце I века до н. э. участвовал в кантабрийских войнах.
В 6 году подавлял восстание в Паннонии, а в 9 году, после трагедии в Тевтобургском Лесу, встал лагерем в Карнунте (недалеко от совр. Вены, Австрия).
В 62 или 63 году был отправлен в Сирию для охраны провинции во время парфянского похода Корбулона. По окончании похода легион встает гарнизоном в Александрии.
В 66 году легион, под командованием сына Веспасиана, Тита, играет ключевую роль в подавлении иудейского восстания. Легион берёт несколько иудейских городов, в том числе и Иотапату (около 10 км к северу от совр. Назарета, Израиль), обороной которой командовал Иосиф, будущий римский историк Иосиф Флавий, а также Гамалу. Совместно с X Охраняющим пролив легионом он отвечал за западный участок фронта.
В 70 году легион участвовал в осаде и взятии Иерусалима под командованием Тита, после чего отправился обратно в Карнунт, пополнившись новыми рекрутами из Каппадокии.
В 88 — 89 и 101—106 годах легион участвует в войнах с даками.
В 115—117 годах сражался в Парфии, участвуя в парфянской кампании Траяна.
Адриан размещает основные силы легиона в Сатале (ныне Садак, Турция), а небольшие подразделения в Трапезе (совр. Трабзон, Турция) и Анкаре.
В 134 году участвует в кампании правителя Каппадокии Арриана против племён аланов, появившихся на границах провинции. Кампания носила превентивный характер, её целью было оградить провинцию от ударов извне, пока племена ещё не окрепли настолько, чтобы начать войну.
В 162—166 годах принимает участие в парфянском походе Луция Вера. Некоторое время стоит гарнизоном в Арташате (в совр. Армении), после чего вернулся в Саталу.
В 175 году остался верен Марку Аврелию и выступил против Авидия Кассия под командованием Публия Марция Вера. За это получил титул Pia Fidelis («Преданный и верный»).
В III веке легион принимает участие в походах против Сасанидов Каракаллы, Александра Севера, Гордиана III и Филиппа Араба.

## Расформирование
В начале V века легион все ещё находился в Сатале. В то же время в Трапезусе размещался I «Понтийский» легион. Скорее всего, он заменил легион «Аполлинарис», который был расформирован.

## В литературе
О боевых действиях XV легиона в начале III века при императоре Каракалле рассказывается в историческом романе Антонина Ладинского «В дни Каракаллы».